# Luís Fernando de Orleães e Bourbon
Luís Fernando Maria Zacarias de Galliera (Madrid, 5 de novembro de 1888 – Paris, 20 de junho de 1945) foi um príncipe francês da Casa de Orléans e Infante da Espanha, membro da família real francesa e da família real espanhola, era neto da rainha Isabel II da Espanha e bisneto do rei Luís Filipe I da França.

## Biografia

### Início da vida e da educação
Luís Fernando nasceu em Madrid, o filho mais novo do Infante António de Orleães e Bourbon e de sua esposa a infanta Eulália de Espanha. Ele foi batizado com o nome Luís Fernando María Zacarias; o nome Zacarías é em honra de São Zacarias, por ele nasceu no dia da festa de São Zacarias. Em 1899, Luís Fernando e seu irmão mais velho Alfonso foram enviados para a Inglaterra para ser educado pelos jesuítas na Beaumont College. Eles permaneceram lá até 1904.  

## Rumores de casamento e exílio
Em 17 de julho de 1914, The New York Times relatou o casamento de Luís Fernando e Beatrice Harrington. O jornal estava enganado, no entanto; o noivo era realmente Don Luis de Borbón, Duque de Ansola. 
Em outubro 1924, Luís Fernando foi expulso da França. Ele era supostamente envolvidos no comércio de drogas ilegais. Em resposta o rei Afonso XIII de Espanha privou de seus privilégios de Infante de Espanha. 
Em 1929, foi relatado que Luís Fernando esteve envolvido com Mabelle Gilman Corey, uma atriz da Broadway e ex-esposa de William E. Corey, um magnata do aço. O casamento nunca aconteceu. 

## Casamento
Em julho 1930, o noivado foi anunciado entre Luís Fernando e Maria Constance Carlota Say (25 de agosto de 1857 - 15 de julho de 1943), filha de Louis Auguste Say e viúva do príncipe Henri Amédée de Broglie e a proprietária do Castelo de Chaumont-sur-Loire. 
O sobrinho de Maria, François de Cossé, 11.º Duque de Brissac, trouxe uma ação judicial em nome de sua família antes de o Tribunal de grande instance do Sena para tentar impedir o casamento. Ele alegou que sua tia estava mentalmente incompetente. Maria afirmou que ela tinha pensado sobre o casamento de doze anos atrás, mas tinha atrasado por conta de seus netos. O tribunal determinou que um sobrinho não tinha o direito legal de se opor ao casamento de uma tia. Ele nomeou uma comissão de três médicos para investigar o estado mental de Marie e confirmou um administrador judicial nomeado em 7 de julho de gerir a propriedade de Maria.  
Em 19 de Setembro de 1930, Luís Fernando e Maria se casaram em uma cerimônia civil em um cartório em Londres. Em 4 de outubro de 1930, eles se casaram em uma cerimônia religiosa na Catedral de San Siro, em Sanremo na Riviera Italiana. Eles não tiveram filhos. Após seu casamento Luís Fernando e Maria viveram em Sanremo em uma casa dada a Luís Fernando por sua mãe. Em fevereiro de 1935, Luís Fernando foi novamente expulso da França. Ele havia sido preso em um ataque de vice-esquadrão.    
Sua esposa de Luís Fernando morreu em 1943. Ele passou os próximos dois anos em um lar de idosos em Paris, onde morreu em 1945. Ele foi enterrado na Igreja do Imaculado Coração de Maria, em Paris.  

## Títulos e estilos
- 5 de novembro de 1888 - 9 de outubro 1924: Sua Alteza Real, o Infante Luís Fernando da Espanha, Príncipe de Orleães
- 9 de outubro de 1924 - 20 de junho de 1945: Sua Alteza Real, o Príncipe Luís Fernando de Orleães

### Brasões
| Brasão de armas de Infante de Espanha (1888–1924) | Brasão de armas após o título real e decorações foram despojados. (1924–1945) |